# Callipolis (Misia)
Callipolis (in greco antico: Καλλίπολις?) era una città dell'antica Grecia ubicata in Misia.

## Storia
Nel Periplo di Scilace viene indicata tra le città della Misia che si trovavano alla sinistra del golfo Olbiano, tra Olbia e Cio, Se ne sconosce comunque l'esatta ubicazione.
Non deve essere confusa con altre città omonime che si trovavano nell'Ellesponto (una di queste Callipolis si trovava a nord di Sesto e l'altra si trovava sulla sponda Tracia del Bosforo). Nella lista delle città tributarie di Atene viene menzionata la Callipolis dell'Ellesponto, che fece parte della lega delio-attica, anche se non è possibile esser certi a quale delle tre città si faceva riferimento.